# Figueiras (Nova Iguaçu)
Figueiras é um bairro do município brasileiro de Nova Iguaçu, no estado do Rio de Janeiro. O bairro possui 2397 habitantes e faz limites com os bairros de Iguaçu Velho, Rancho Fundo, Parque Ambaí e Grama.
O bairro fica localizado perto do bairro Vila de Cava e ao lado do bairro Iguaçu Velho.

## Delimitação
067 – BAIRRO FIGUEIRAS - Começa no encontro da Estr. de Iguaçu Velho com a Vala da Madame. O limite segue pelo leito da Vala da Madame ,à montante, até a Estr. do Iguaçu, segue por esta (excluída) até a Rua Dona Marieta, segue por esta (excluída) até a Rua Arlete, segue por esta (incluída) até a Estr. Ambaí – Figueira, segue por esta (excluída) até a Estr. Santa Rita – Figueira, segue por esta (excluída) até a Rua Sacadura Cabral, segue por esta (excluída) até a Estr. Carro Quebrado, segue por esta (excluída) até o Oleoduto Rio – Belo Horizonte, segue pelo eixo deste oleoduto (no sentido Nordeste) até a Estr. de Iguaçu Velho, segue por esta (excluída) até o ponto inicial desta descrição.